# Gustaf Rosenquist
Gustaf Vilhelm Rosenquist (Jönköping, 10 september 1887 - Las Palmas de Gran Canaria, 22 december 1961) was een Zweeds turner.
Rosenquist won in 1908 met het Zweedse team de landenwedstrijd op de Olympische Zomerspelen 1908 in de Britse hoofdstad Londen.

## Olympische Zomerspelen
| Jaar | Plaats | Resultaten |
| ---- | ------ | ---------- |
| 1908 | Londen | team       |